# Abubaker Kaki Khamis
Abubaker Kaki Khamis (ur. 21 czerwca 1989 w Al-Midżlad, zm. 12 kwietnia 2025 w Al-Faszir) – sudański lekkoatleta, specjalista od średnich dystansów.
Jako lider list światowych był faworytem igrzysk olimpijskich w Pekinie (2008), jednak odpadł w półfinałowym biegu na 800 metrów. W 2008 roku Abubaker Kaki Khamis zdobył dla Sudanu pierwszy w historii medal halowych mistrzostw świata oraz został mistrzem świata juniorów. Podczas halowego czempionatu w roku 2010 obronił tytuł mistrzowski w biegu na 800 metrów.

## Osiągnięcia
| Rok  | Impreza                               | Miejsce     | Lokata     | Wynik   | Konkurencja    |
| ---- | ------------------------------------- | ----------- | ---------- | ------- | -------------- |
| 2005 | Mistrzostwa świata juniorów młodszych | Marrakesz   | 3. miejsce | 3:45,06 | bieg na 1500 m |
| 2006 | Mistrzostwa świata juniorów           | Pekin       | 6. miejsce | 1:48,46 | bieg na 800 m  |
| 2007 | Igrzyska afrykańskie                  | Algier      | 1. miejsce | 1:45,22 | bieg na 800 m  |
| 2007 | Światowe igrzyska wojskowych          | Hajdarabad  | 2. miejsce | 1:49,23 | bieg na 800 m  |
| 2007 | Mistrzostwa świata                    | Osaka       | eliminacje | 1:46,38 | bieg na 800 m  |
| 2008 | Halowe mistrzostwa świata             | Walencja    | 1. miejsce | 1:44,81 | bieg na 800 m  |
| 2008 | Mistrzostwa świata juniorów           | Bydgoszcz   | 1. miejsce | 1:45,60 | bieg na 800 m  |
| 2008 | Mistrzostwa Afryki                    | Addis Abeba | 2. miejsce | 3:04,00 | bieg na 1500 m |
| 2008 | Igrzyska olimpijskie                  | Pekin       | półfinał   | 1:49,19 | bieg na 800 m  |
| 2009 | Mistrzostwa świata                    | Berlin      | półfinał   | DNF     | bieg na 800 m  |
| 2010 | Halowe mistrzostwa świata             | Doha        | 1. miejsce | 1:46,23 | bieg na 800 m  |
| 2011 | Mistrzostwa świata                    | Taegu       | 2. miejsce | 1:44,41 | bieg na 800 m  |
| 2012 | Igrzyska olimpijskie                  | Londyn      | 7. miejsce | 1:43,32 | bieg na 800 m  |

## Rekordy życiowe
Stadion
- Bieg na 800 metrów – 1:42,23 (2010) – rekord Sudanu, Kaki jest byłym rekordzistą świata juniorów na tym dystansie – 1:42,69 min (2008), był to najlepszy wynik na świecie w 2008
- Bieg na 1000 metrów – 2:13,93 (2008) – rekord Sudanu; 6. wynik w historii światowej lekkoatletyki[a], był to najlepszy wynik na świecie w 2008
- Bieg na 1500 metrów – 3:31,76 (2011) rekord Sudanu

Hala
- Bieg na 800 metrów – 1:44,81 (2008) – rekord świata juniorów, rekord Sudanu, najlepszy wynik na świecie w 2008; 10. wynik w historii światowej lekkoatletyki
- Bieg na 1000 metrów – 2:15,77 (2008) – rekord świata juniorów, rekord Sudanu, najlepszy wynik na świecie w 2008